# ロフテー枕工房
ロフテー枕工房（英: LOFTY）は、日本の寝具製造卸・小売会社であるロフテー株式会社が運営する寝具店。ロフテー社は、マットレス「エアウィーヴ」を製造販売する日本の繊維製品メーカー株式会社エアウィーヴ (airweave) のグループ会社である。全国に50店舗を展開する。

## 概要
理想的な寝姿勢を保つため、高さや素材の組み合わせなど「一人ひとりに合った枕」をコンサルティングで販売する。社内資格「ピローフィッター」を設け、全国主要百貨店にオーダーメイド枕の「ロフテー枕工房」を展開する。
1928年に愛知県西尾市で創業する。2007年4月2日に神戸の三共生興株式会社へ株式を譲渡して子会社となる。2016年3月31日に株式会社エアウィーヴがロフテー社を買収する。
東京2020オフィシャル寝具パートナーとして、オリンピック・パラリンピック競技大会選手村に枕を提供する。

## 沿革
- 1928年 - 前身の「三芯商会」が愛知県西尾市で創業し、木綿糸を用いて呉服の帯芯や襟芯、帆前掛け生地などを製織[1]する。
- 1948年11月5日 - 設立
- 1953年 - 「中央厚織シーツ」を発売する。敷布の中央部を厚く織り丈夫にした商品を、帯芯や芯地の閑散期対策として販売する。
- 1970年 - 新社名を「ロフテー (LOFTY)」とする。
- 2007年4月2日 - 三共生興株式会社へ株式を譲渡して子会社となる[2]。
- 2016年3月31日 - 株式会社エアウィーヴへ株式を譲渡してグループ会社になる[3]。
- 2020年12月7日 - 東京本社移転

## 本・支店
東京本社、大阪支店、福岡営業所